# Belorusija na Pesmi Evrovizije
Belorusija je na Pesmi Evrovizije prvič nastopila leta 2004, ko je bil tudi prvič uveden polfinalni izbor. V finalni izbor se ji je prvič uspelo uvrstiti na Pesmi Evrovizije 2007, ko je Belorusijo predstavljal Dimitrij Koldun ter s pesmijo Work your magic zasedel 6. mesto, kar je doslej edina beloruska uvrstitev med najboljšo deseterico. Belorusiji se je v letih 2004–2019 v finale uspelo uvrstiti šestkrat.  
Leta 2021 je Belorusija za nastop na Evroviziji izbrala skupino Galasi ZMesta s pesmijo Ja nauču tebja (»Naučil te bom«), ki so jo po dveh dneh diskvalificirali, saj je ERZ presodila, da je preveč politična in tako krši pravila tekmovanja. Beloruski radioteleviziji so naložili, naj pošlje bodisi novo različico pesmi bodisi popolnoma drugo pesem. Belorusija je nato prijavila pesem Pesnja pro zajcev (»Pesem o zajcih«) iste glasbene skupine. ERZ je diskvalificirala tudi to pesem iz enakega razloga kot prvo, s čimer je bila Belorusija dokončno diskvalificirana s tekmovanja tega leta.
28. maja 2021, šest dni po finalnem tekmovanju, je ERZ izglasovala suspenz članstva beloruski radioteleviziji. 1. julija so jo izključili iz ERZ, s čimer je izgubila pravico do prenosa in sodelovanja na tekmovanju. Objavljeno je bilo, da izključitev velja za tri leta, po njenem preteku pa bo Belorusija morala znova zaprositi za članstvo.

## Beloruski predstavniki
| Leto | Izvajalec                | Pesem                 | Jezik       | Polfinale          | Točke              | Finale             | Točke              |
| ---- | ------------------------ | --------------------- | ----------- | ------------------ | ------------------ | ------------------ | ------------------ |
| 2004 | Aleksandra in Konstantin | My Galileo            | angleščina  | 19.                | 10                 | se ni uvrstila     | se ni uvrstila     |
| 2005 | Anželika Agurbaš         | Love Me Tonight       | angleščina  | 13.                | 67                 | se ni uvrstila     | se ni uvrstila     |
| 2006 | Polina Smolova           | Mum                   | angleščina  | 22.                | 10                 | se ni uvrstila     | se ni uvrstila     |
| 2007 | Dimitrij Koldun          | Work Your Magic       | angleščina  | 4.                 | 176                | 6.                 | 145                |
| 2008 | Ruslan Alehno            | Hasta la vista        | angleščina  | 17.                | 27                 | se ni uvrstila     | se ni uvrstila     |
| 2009 | Pjotr Jelfimov           | Eyes That Never Lie   | angleščina  | 13.                | 25                 | se ni uvrstila     | se ni uvrstila     |
| 2010 | 3+2 ft. Robert Wells     | Butterflies           | angleščina  | 9.                 | 59                 | 24.                | 18                 |
| 2011 | Anastasija Vinikova      | I Love Belarus        | angleščina  | 14.                | 45                 | se ni uvrstila     | se ni uvrstila     |
| 2012 | Litesound                | We Are The Heroes     | angleščina  | 16.                | 35                 | se ni uvrstila     | se ni uvrstila     |
| 2013 | Aljona Lanska            | Solayoh               | angleščina  | 7.                 | 64                 | 16.                | 48                 |
| 2014 | Teo                      | Cheesecake            | angleščina  | 5.                 | 87                 | 16.                | 43                 |
| 2015 | Uzari & Majmuna          | Time                  | angleščina  | 12.                | 39                 | se ni uvrstila     | se ni uvrstila     |
| 2016 | Ivan                     | Help To Fly           | angleščina  | 12.                | 84                 | se ni uvrstila     | se ni uvrstila     |
| 2017 | Naviband                 | Gistorija majgo žicja | beloruščina | 9.                 | 110                | 17.                | 84                 |
| 2018 | Aleksejev                | Forever               | angleščina  | 16.                | 65                 | se ni uvrstila     | se ni uvrstila     |
| 2019 | Zena                     | Like It               | angleščina  | 10.                | 122                | 24.                | 31                 |
| 2020 | VAL                      | Da vidna              | beloruščina | odpovedan festival | odpovedan festival | odpovedan festival | odpovedan festival |
| 2021 | Galasi ZMesta            | Ja nauču tebja        | ruščina     | diskvalifikacija   | diskvalifikacija   | diskvalifikacija   | diskvalifikacija   |